# Llac Eyre
|  | No s'ha de confondre amb Llac Erie. |

El Llac Eyre, oficialment conegut com a Llac Kati Thanda–Lake Eyre, és un llac endorreic d'Austràlia, el més gran del país i també el punt més baix del país, amb 15 metres per sota el nivell del mar.
Rep el nom en honor d'Edward John Eyre, el primer europeu que el va veure el 1840. El nom oficial va ser modificat el desembre del 2012 per combinar el nom de Llac Eyre amb el nom aborigen, Kati Thanda.
Està ubicat al nord d'Austràlia Meridional, a uns 700 km al nord d'Adelaida, a la secció sud de la depressió central australiana, amb una superfície de 8.800 km², i una profunditat variable al llarg de l'any. Durant la temporada de pluges els rius del nord-est drenen el llac arribant a assolir profunditats d'1,5 metres cada 3 anys i de 4 metres cada dècada. L'aigua s'evapora ràpidament de manera que la major part de l'any el llac es troba pràcticament buit.
Constitueix el fons d'una gran conca sedimentària coberta per la mar durant el Terciari i el Cretaci i reblerta per al·luvions de fins a 4 000 m de gruix. L'Eyre constitueix la conca endorreica més gran del país, de la qual formen part rius com el Diamantina i el Coper Creek; situat, però, a la regió australiana de més aridesa (rep menys de 200 mm de pluja anual), els cursos d'aigua hi són intermitents i escassos.

## Geografia

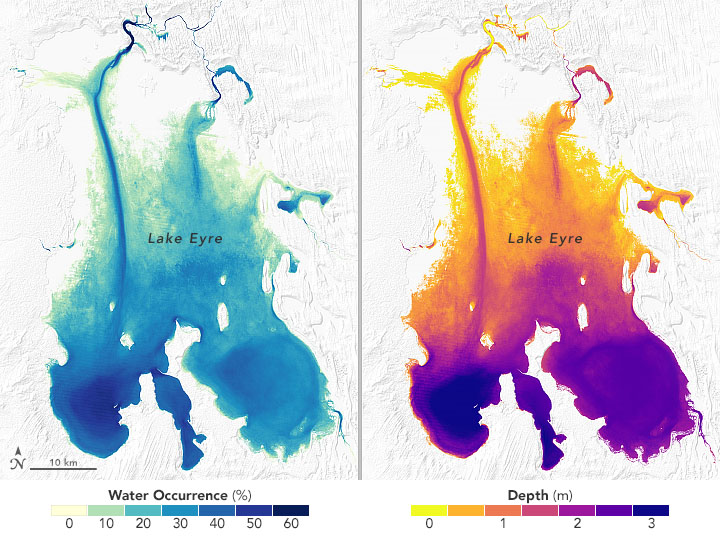
Mapa de la forma i profunditat (batimetria) del llac Eyre, 2020

El llac Eyre es troba als deserts del centre d'Austràlia, al nord d'Austràlia Meridional. La conca del llac Eyre és un gran sistema endorreic que envolta el llac. Durant l'estació seca sol quedar una mica d'aigua al llac, que queda dividit en més de 200 subllacs més petits. El llac es formà mitjançant processos eòlics després que hi hagués una deformació tectònica cap al sud en finalitzar el Plistocè.
Durant la temporada de pluja els rius de la part nord-est de la conca flueixen cap el llac a través de Channel Country. La quantitat d'aigua procedent del monsó determina si l'aigua arribarà al llac, i si ho fa, la profunditat que tindrà. La precipitació mitjana a la zona del llac és d'entre 100 i 150 mil·límetres per any.
L'altitud de -15 m és generalment atribuïda a les zones més profundes del llac, a Belt Bay i Madigan Gulf. La costa se troba a -9 metres.
El llac Eyre es divideix en dos trams units pel canal de Goyder. Es coneixen com a llac Eyre Nord, que té 144 quilòmetres de longitud i 65 d’amplada, i llac Eyre Sud, que fa 65 per 24 quilòmetres. Les capes de sal són més gruixudes (fins a 50 cm) a les subconques sud del llac Eyre Nord.
Des del 1883 es van fer propostes per inundar el llac Eyre amb aigua de mar portada a través d’un canal o canalització. L'objectiu era, en part, augmentar l'evaporació i, per tant, augmentar les precipitacions a sotavent de la regió. La precipitació afegida s'ha modelat com a petita. A causa de la baixa elevació de la conca, per sota el nivell del mar, i de l'alta taxa d'evaporació anual de la regió, entre 2.500 i 3.500 mil·límetres, aquests esquemes s'han considerat generalment poc pràctics, ja que és probable que l'acumulació dels dipòsits de sal bloquejarien ràpidament les tuberies.

## Història
Wangkangurru (també conegut com a Arabana/Wangkangurru, Wangganguru, Wanggangurru, Wongkangurru) és un idioma aborigen australià que es parla al país Wangkangurru. Està estretament relacionat amb l'arabana d'Austràlia Meridional. La regió lingüística Wangkangurru es trobava tradicionalment a la regió fronterera entre Austràlia Meridional i Queensland que va de Birdsville cap al sud, a Innamincka i el llac Eyre, incloses les àrees del govern local del Comtat de Diamantina, així com l'Outback Communities Authority d'Austràlia Meridional.

## Inundacions

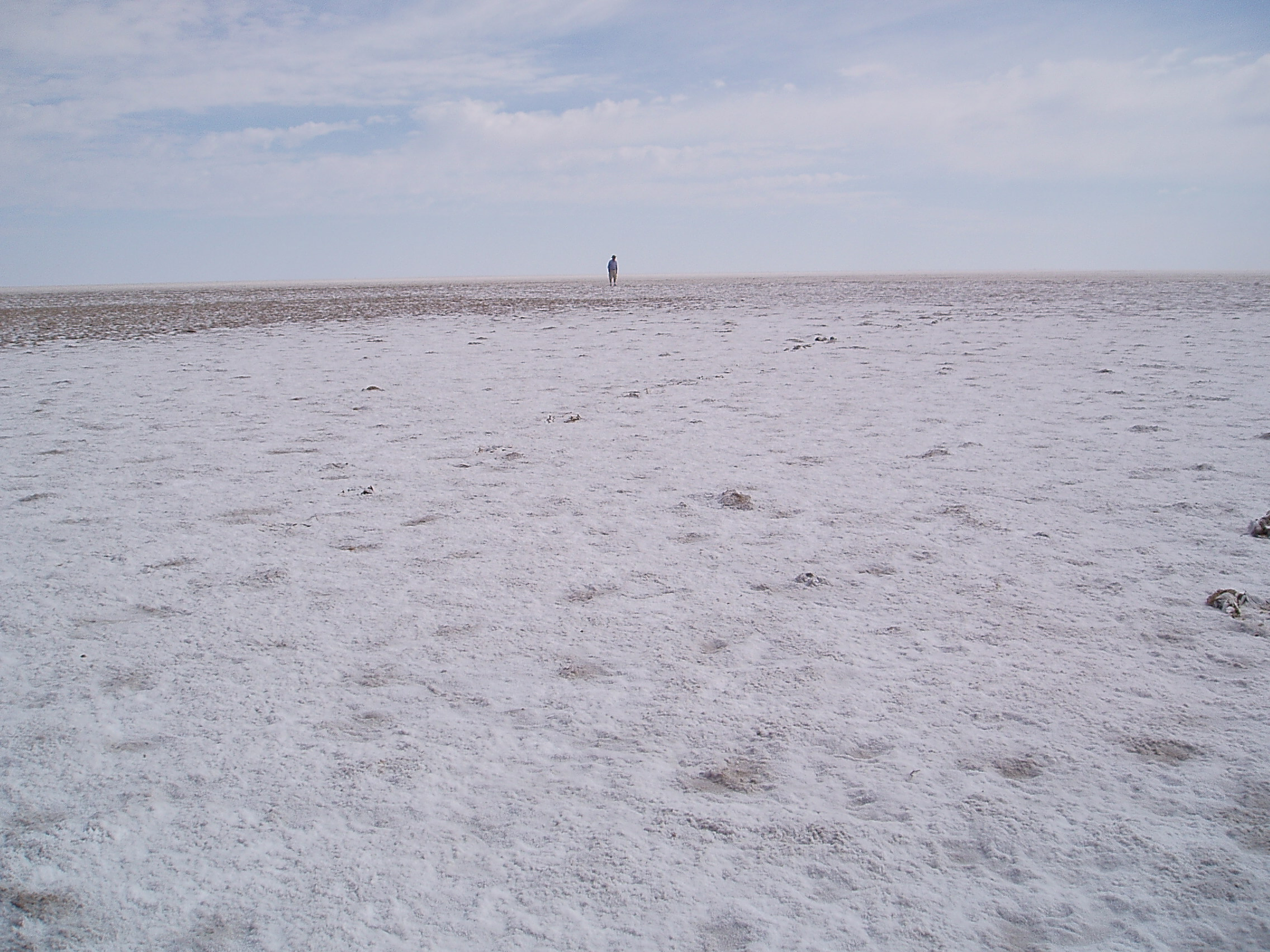
Escorça de sal de Kati Thanda – Lake Eyre

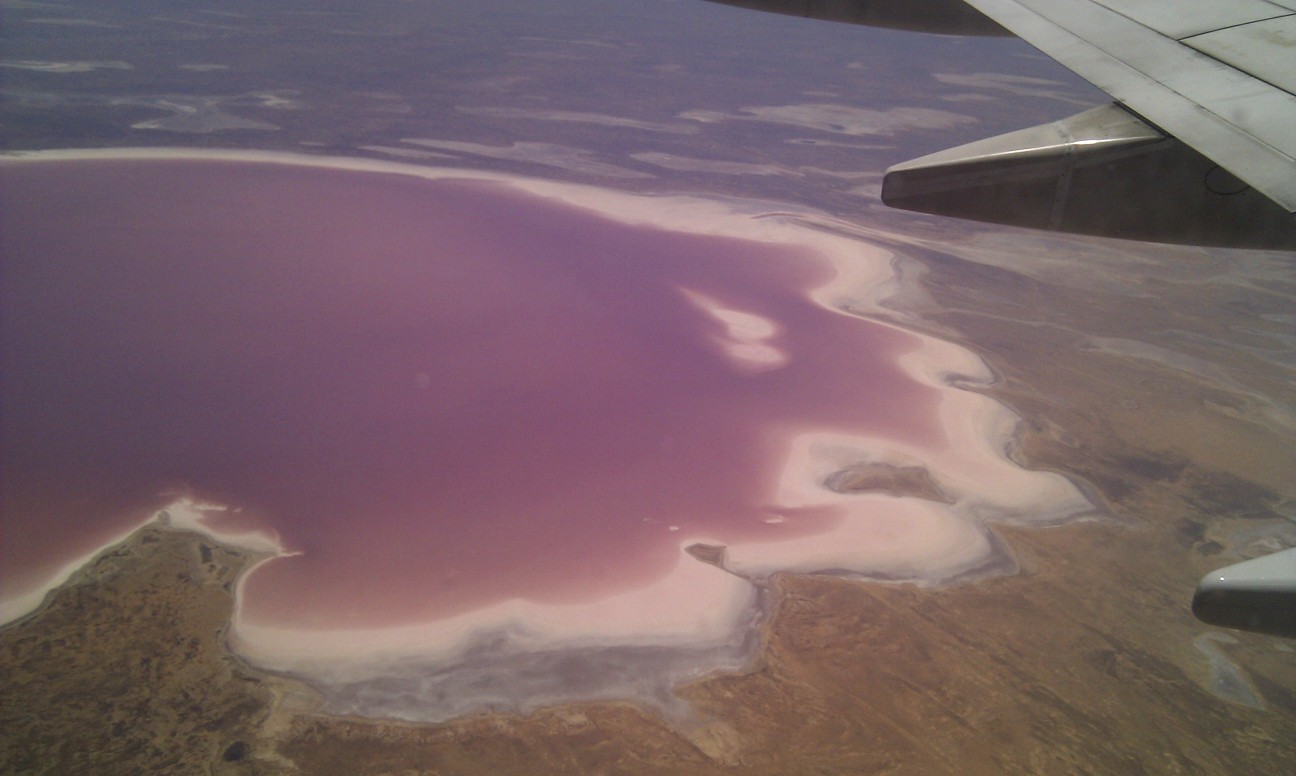
Kati Thanda–Lake Eyre vist des d'un avió, mostrant la coloració rosada de les algues

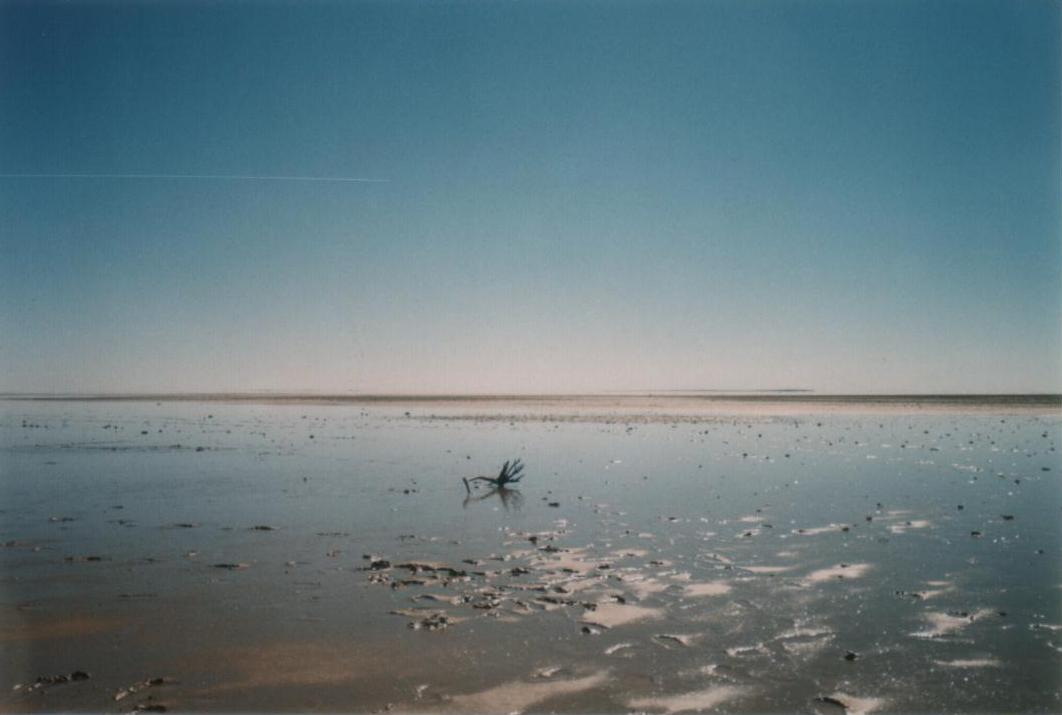
Kati Thanda – Sud del llac Eyre

Normalment es produeix una inundació d'1,5 metrers cada tres anys, una de 4 metres cada dècada i s'omple, o gairebé s'omple, un parell de vegades al segle. L'aigua del llac aviat s'evapora. La major part de l’aigua que entra al llac ho fa a través del riu Warburton.
En anys forts de La Niña el llac es pot omplir. Des del 1885 això ha tingut lloc el 1886-1887, 1889-1890, 1916-1917, 1950, 1955, 1974-1977 i 1999-2001, amb la riuada més alta de 6 metres el 1974. La pluja local també pot omplir el llac fins a 3-4 metres, tal com es va passar el 1984 i el 1989. Les pluges torrencials del gener del 2007 van trigar unes sis setmanes a arribar al llac, però només van aportar una petita quantitat d'aigua.
Després d'una inundació, el llac és fresc i els peixos d'aigua dolça autòctons, inclosa la daurada (Nematolosa erebi), la subespècie de perca daurada de la conca del llac Eyre (Macquaria ambigua) i diverses espècies petites Craterocephalus han pogut sobreviure.

### 2009 a 2011

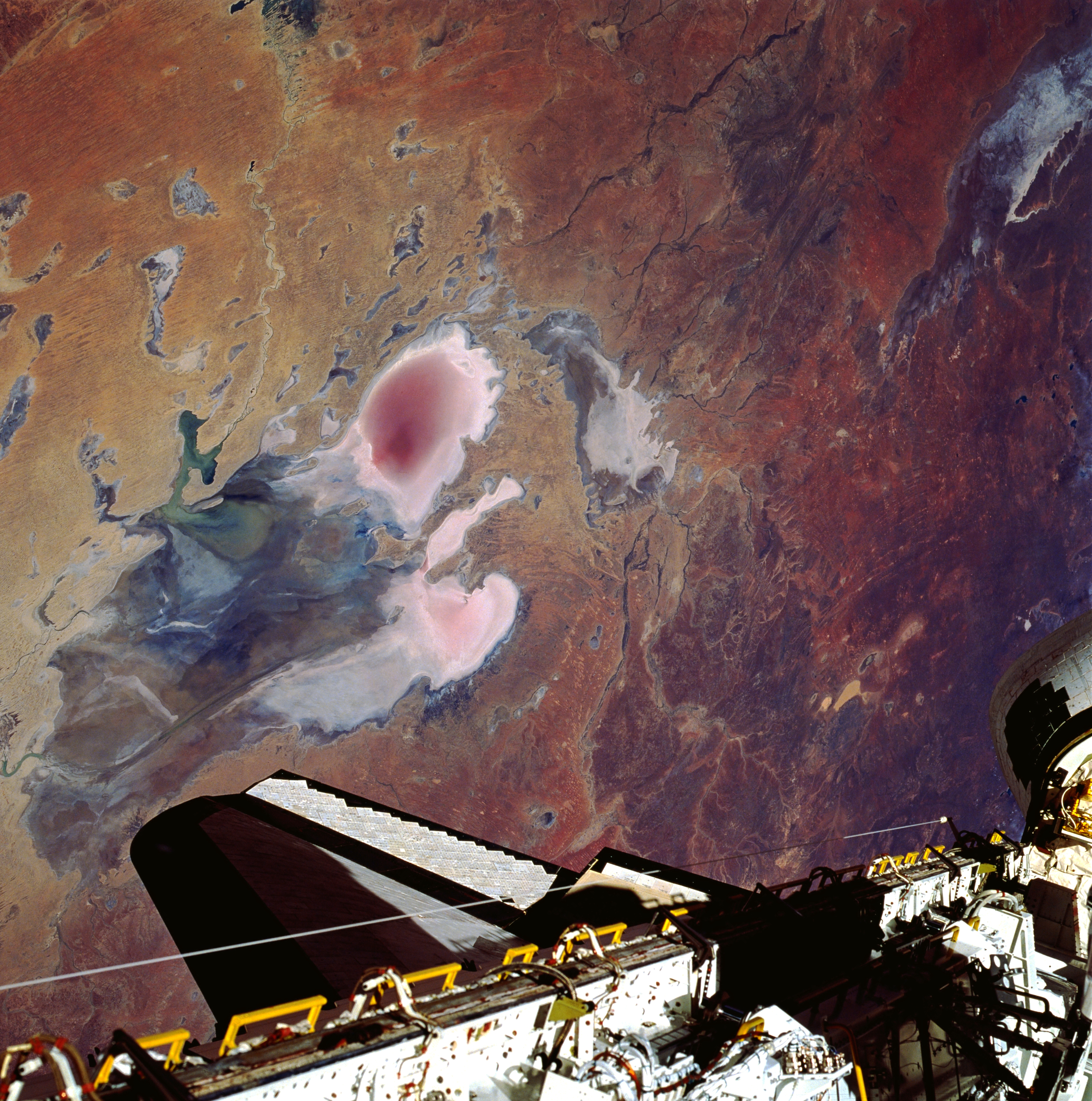
El llac Eyre el 1990, vist des del transbordador espacial Columbia

La inundació del llac Eyre de 2009 va assolir un màxim d’1,5 m de profunditat a finals de maig, que és una quarta part de la seva profunditat màxima registrada de 6 m. 9 km³ d'aigua van travessar la frontera entre Queensland i el sud d'Austràlia, la major part procedent d'inundacions massives al riu Georgina. No obstant això, a causa de les molt baixes precipitacions als trams baixos d'aquests rius (en contrast amb les fortes precipitacions a les conques superiors), la major proporció es va remullar al desert o es va evaporar en el camí cap al llac, deixant menys de 4 km³ al llac, que cobria una àrea de 800 km², o el 12% del total. Com que la riuada no va començar a omplir el punt més profund del llac (Belt Bay) fins a finals de març, va aparèixer poca fauna d'ocells, preferint fer el niu a la part alta de la conca del llac Eyre, al nord de Birdsville, on els grans llacs van aparèixer al gener com a resultat de la pluja monsònica.
Les fortes pluges de l'estiu de 2010 van enviar aigua de la inundació a les captacions de Diamantina, Georgina i Cooper Creek de la conca del llac Eyre, amb el Cooper Creek arribant al llac per primera vegada des de 1990. Les pluges més altes van provocar que molts ocells diferents emigren a la zona per reproduir-se.
Les fortes pluges locals a principis de març de 2011 a les captacions de Stuart Creek i Warriner van omplir el llac Eyre South, amb el llac Eyre North al voltant del 75% cobert d'aigua primer dels rius Neales i Macumba, i més tard del riu Warburton.

### 2015 a 2016
A finals de 2015, l'aigua va començar a fluir al llac Eyre després de fortes pluges al nord-est de l'estat.

### 2019
A finals de març de 2019, les aigües van començar a arribar com a conseqüència de les pluges torrencials al nord de Queensland al gener. En el passat, l'aigua havia trigat entre tres i deu mesos a arribar al llac, però aquesta vegada va arribar en dos. La primera inundació seria seguida de prop per una altra onada, arran de les pluges produïdes pel cicló Trevor. Els propietaris i ramaders tradicionals coincideixen que és fonamental que el riu segueixi el seu curs i no s'ha de collir durant les crescudes, ja que qualsevol interferència en els sistemes naturals podria danyar l'ecosistema.

## Club nàutic
El Lake Eyre Yacht Club és un grup que navega per les inundacions del llac, inclosos els viatges recents de 1997, 2000, 2001, 2004, 2007 i 2009. Un nombre de velers de remolc van navegar a Kati Thanda–Llac Eyre el 1975, 1976 i 1984, quan la profunditat de la inundació va arribar a 3–6 m . El juliol de 2010 The Yacht Club va celebrar la seva primera regata des de 1976 i la seva primera al llac Killamperpunna, un llac d'aigua dolça a Cooper Creek. El Cooper havia arribat a Kati Thanda–Lake Eyre per primera vegada des de 1990. S'estima que aquestes aigües arriben al llac Eyre aproximadament 8 anys en 100.
Quan el llac està ple, un fenomen notable és que cap al migdia la superfície sovint es pot tornar molt plana. Aleshores, la superfície reflecteix el cel d'una manera que deixa tant l'horitzó com la superfície de l'aigua pràcticament impossibles de veure. El comodor del Lake Eyre Yacht Club ha afirmat que navegar durant aquest temps té l'aspecte de navegar pel cel.

## Intents de rècord de velocitat terrestre

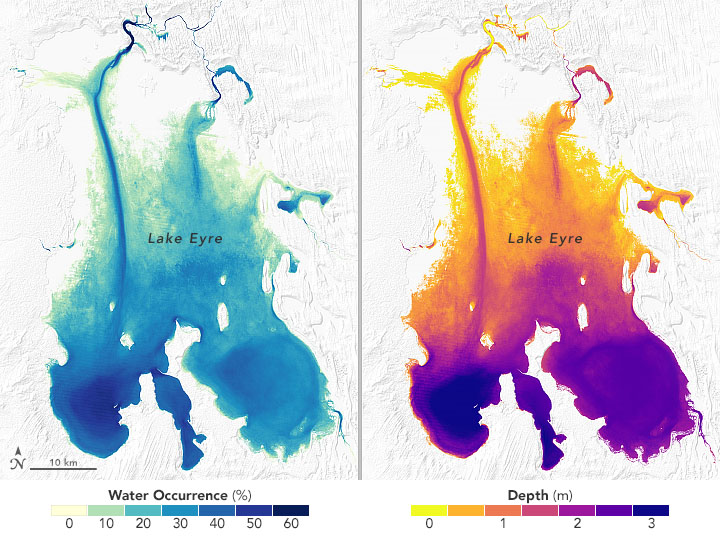
Mapa de la forma i profunditat (batimetria) del llac Eyre, 2020

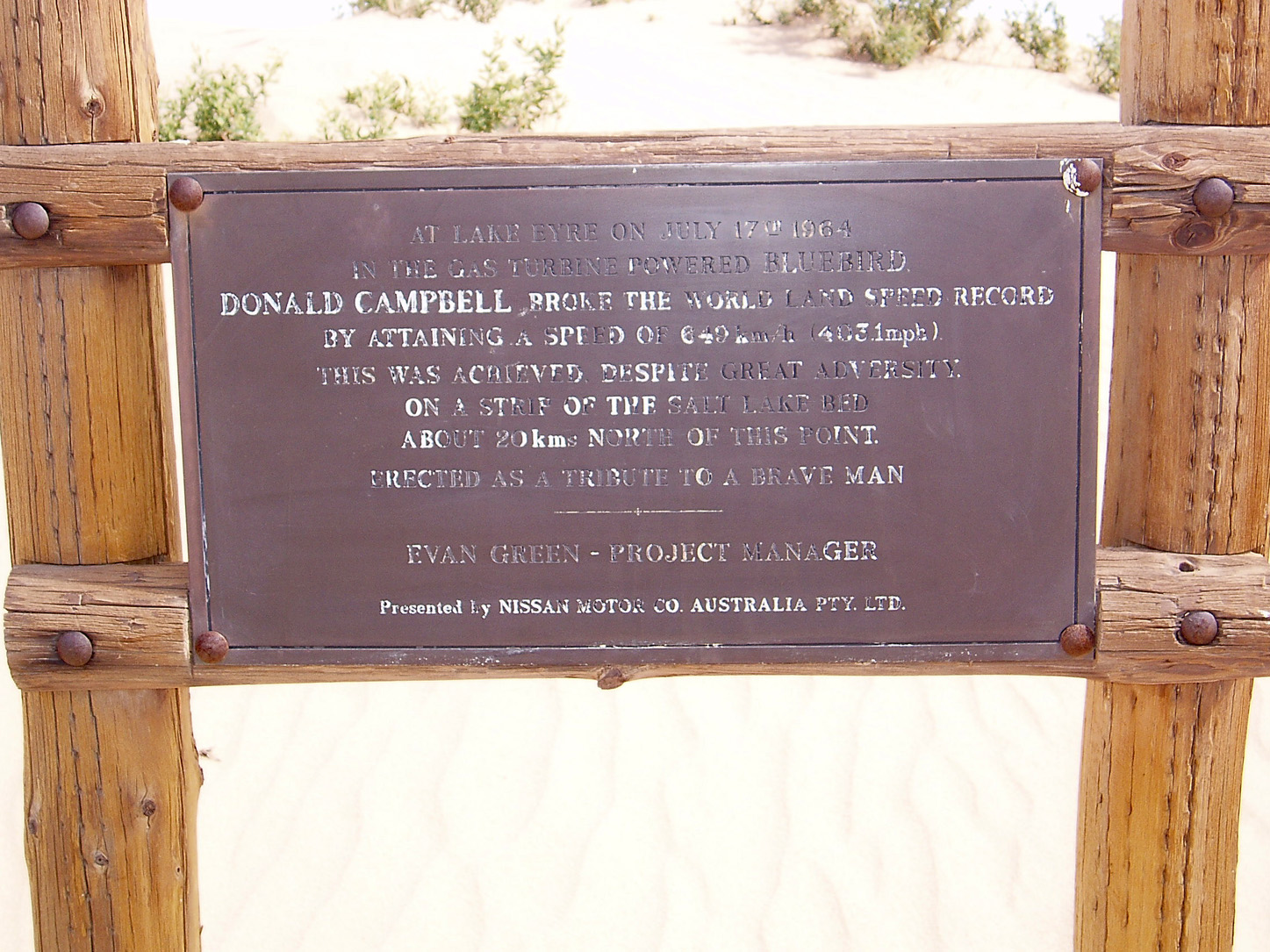
Placa de Campbell a Level Post Bay

Kati Thanda–Lake Eyre ha estat un lloc per a diversos intents de rècord de velocitat terrestre a les seves salines, similars als que es troben a les salines de Bonneville, especialment els de Donald Campbell amb el Bluebird-Proteus CN7.

## Biota
El fitoplàncton del llac inclou Nodularia spumigena i diverses espècies de Dunaliella.

### Ocells
Ocells com els pelicans i els camallargs capblancs són atrets per un llac ple de les regions costaneres del sud d'Austràlia i des de llocs tan llunyans com Papua Nova Guinea. Durant la inundació de 1989-1990, es va estimar que 200.000 pelicans, el 80% de la població total d'Austràlia, van venir a alimentar-se i dormir al llac Eyre. Actualment, els científics no poden determinar com aquests ocells semblen ser capaços de detectar l'ompliment del llac, fins i tot quan es troben a centenars o milers de quilòmetres de la conca.

## Estat d'àrea protegida

### Estatutaris
L'extensió del llac està coberta per dues àrees protegides declarades pel govern d'Austràlia Meridional: el Parc Nacional Kati Thanda–Lake Eyre i el Parc de Conservació Elliot Price.

### No estatutaris

#### Zones humides
El llac Eyre es troba a la llista de zones humides d'importància nacional coneguda com A Directory of Important Wetlands in Australia.

#### Zona important d'ocells
El llac Eyre ha estat identificat per BirdLife International com una àrea important per a les aus (IBA) coneguda com l'àrea important per a les aus del llac Eyre, ja que, quan s'inunda, admet grans esdeveniments de reproducció del camallarga capblanc i el pelicà australià, així com més de l'1% dels les poblacions mundials del bec d'alena australià, el territ acuminat, el Territ gorja-roig, la gavina australiana i el xatrac gros.

## Llac Eyre a la Cultura Popular
The Lake va aparèixer a l'obra de ràdio de 1953 The Happy Hippopotamus.